# Hvítserkur (Berg)
Der Hvítserkur ist ein 774 m hoher Berg in der Gemeinde Múlaþing im Nordosten Islands.

## Lage
Der Hvítserkur befindet sich nordwestlich von Húsavík sowie südwestlich von Breiðavík. Das Tal Gunnhildardalur schließt sich südöstlich an. Östlich liegt der Berg Leirfjall, im Norden die Seen Stóra-Gæsavatn und Minna-Gæsavatn.
Der Berg liegt an der Piste F946 zum Loðmundarfjörður.

## Name
Im Altisländischen bedeutete serkur langes Kleid, insgesamt bedeutet der Name also langes weißes Kleid.
Denselben Namen tragen in Island auch ein Wasserfall im Borgarfjörður am See Skorradalsvatn sowie ein Vulkanschlot nördlich der Lagune Hóp im Húnafjörður.

## Geologie
Es handelt sich hier um die Reste eines viele Millionen Jahre alten Zentralvulkans. Das erklärt den hohen Anteil an Rhyolithgestein.
Der Hvítserkur besteht großenteils aus hellem Ignimbritschichten. Die nach Húsavík weisende Seite wird von dunklen Intrusionen aus Basalt durchzogen.